# Železnícke predhorie
Železnicke predhorie je geomorfologický podcelek Revúcké vrchoviny. Nachází se v západní polovině centrální části pohoří a nejvyšší vrch Železník dosahuje (814 m n. m.)

## Polohopis

### Vymezení
Podcelek leží v centrální části Revúcké vrchoviny, mezi údolími řek Rimava, Rimavica (včetně) a Muráň (včetně). Jihovýchodním směrem sousedí se Slovenským krasem a jeho podcelkem Jelšavský kras, východním směrem pokračuje krajinný celek podcelku Hrádok. Severním směrem leží Stolické vrchy s podcelky Tŕstie a Klenovské vrchy. Na západě se nachází okrajová část Revúcké vrchoviny, podcelek Cinobanské predhorie a jižním směrem krajina klesá do Rimavské kotliny (podcelek Jihoslovenská kotlina).

## Dělení
- Pokoradzská tabule
- Blžská tabule
- Rimavské podolie
- Zelezničká brázda
- Jelšavské podolie

## Vybrané vrchy
- Železník (814 m n. m.) – nejvyšší vrch podcelku
- Rovná (710 m n. m.)
- Veľký vrch (517 m n. m.)

## Chráněná území
V Železnickom predhorí leží tato maloplošné chráněné území:
- Alúvium Blhu – chráněný areál
- Lúka pod cintorínom – chráněný areál
- Podbanište – národní přírodní památka
- Pokoradzské jezírka – přírodní rezervace
- Lúky pod Ukorovou[2]

## Turismus
V této části pohoří je vybudována síť turistických stezek, vedoucích většinou z údolí do horských, málo osídlených oblastí. Jedinečný je Chodník Marie Széchy, vedoucí z Muránského hradu na Fiľakovský hrad.

## Doprava
Západním okrajem vede údolím Rimavy silnice I / 72 ( Rimavská Sobota – Brezno ) i železniční trať Brezno – Jesenské . Východní částí údolím Muráně prochází silnice II / 532 i železniční trať Plešivec – Muráň, směřující do Revúce. Severní částí přes Jelšavu a Štítnik prochází silnice II / 526 .